# Börse Frankfurt

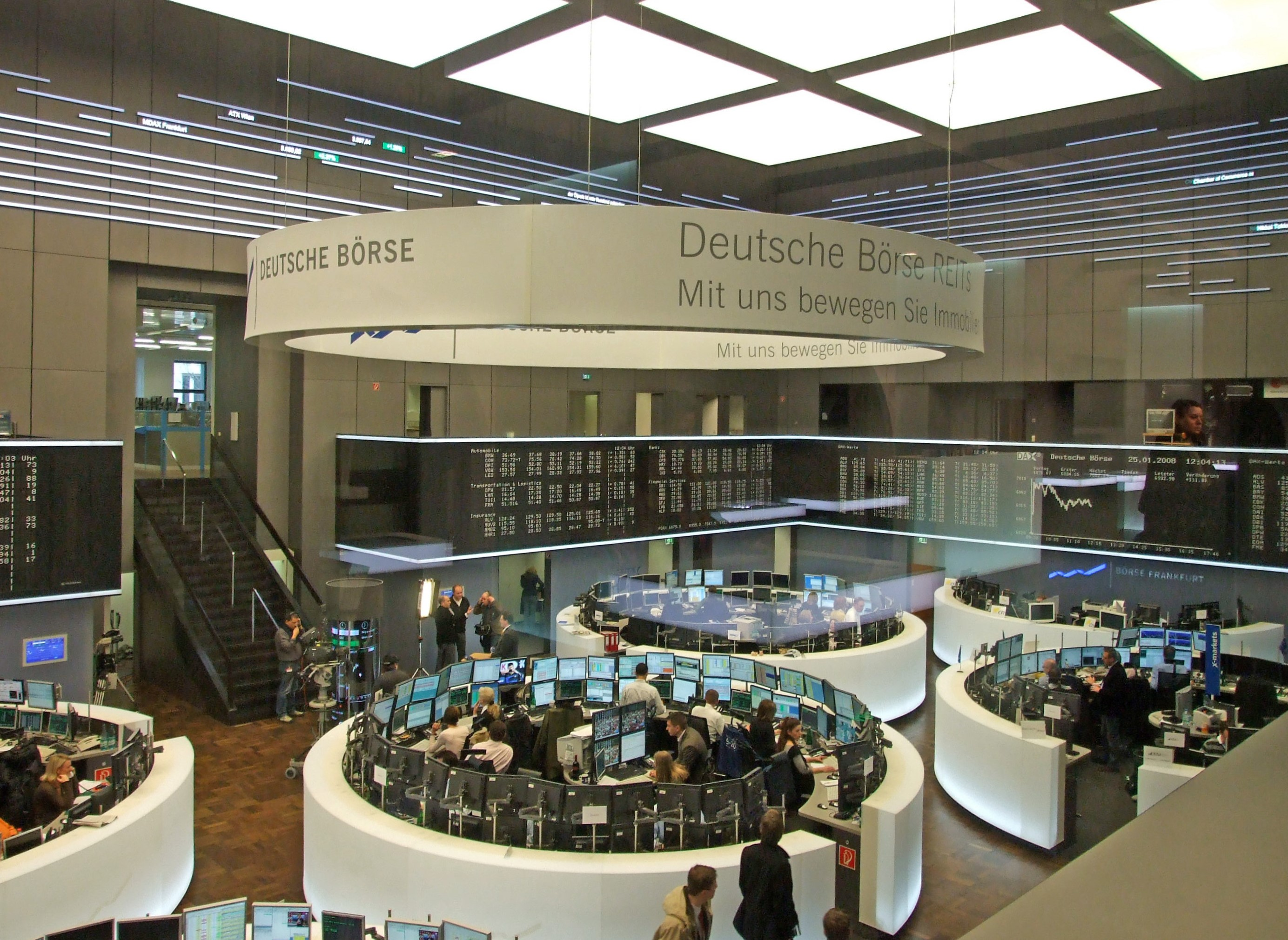
Frankfurter Wertpapierbörse

Frankfurt Stock Exchange, numele german: Frankfurter Wertpapierbörse, este cea mai mare bursă din Germania. Este deținută de către compania pe acțiuni Deutsche Börse AG. Indicele principal al bursei este DAX, care arată evoluția celor mai importante 30 de companii listate.